# Pomník padlým za Těšínsko
Pomník padlým za Těšínsko je pomník v Orlové v okrese Karviná, připomínající české oběti Sedmidenní války s Polskem a po této válce následujícího tzv. plebiscitního období během Československo-polského sporu o Těšínsko.
Byl vybudován v roce 1928, poničen v době polského záboru a po skončení druhé světové války částečně obnoven. Zcela obnoven (včetně osazení repliky zničeného sousoší) byl roku 2024.

## Počátky
Ihned po vypuknutí Sedmidenní války začali členové orlovského Sokola organizovat materiální i finanční sbírky na podporu raněných českých vojáků a pozůstalých po padlých českých vojácích. Vybrané finanční prostředky narůstaly a v listopadu 1919 vzniklo volné sdružení bez stanov s názvem „Fond pro pozůstalé a pro zbudování pomníku padlým za Těšínsko se sídlem v Orlové“. Cílem fondu bylo organizování dobročinných akcí, z jejichž výnosu by se vyplácely podpory rodinám padlých a udržovaly se hroby na orlovském hřbitově.
Hlavním cílem fondu se postupně stalo vybudování důstojného pomníku padlým za Těšínsko. Již v roce 1919 byl na orlovském hřbitově vybudován u hrobu padlých zatímní dřevěný pomník. Na počátku roku 1922 fond spolu se Sokolskou župou Těšínskou Jana Čapka inicioval exhumaci a převoz tělesných ostatků 22 legionářů a vojínů pohřbených v nyní polské části Těšínska (v Těšíně a v Pruchné) do Orlové. V červenci téhož roku byly na orlovský hřbitov slavnostně uloženy ostatky sokolského činovníka a zakladatele československé legie v Itálii Jana Čapka, který padl v bojích s rakousko-uherskými vojsky na Piavě 17. června 1918. Celkem tak bylo na orlovském hřbitově pochováno vedle Jana Čapka dalších 55 mužů, kteří padli v Sedmidenní válce, nebo v následujícím tzv. plebiscitním období. U hrobu padlých se každoročně 1. listopadu konal pietní akt.
V roce 1924 se fond přeměnil na spolek a jeho název se změnil na „Spolek pro poctu padlých za Těšínsko“. Jeho cíle zůstaly nezměněny.

## Vybudování pomníku
V říjnu 1924 spolek vypsal anonymní veřejnou soutěž na návrh pomníku padlým za Těšínsko. Z 39 návrhů vybrala pětičlenná porota tři nejlepší. První cenu získal návrh „Zelený vykřičník nad Orlovou“ architektů Stránského a Šlégla a akademického sochaře Václava Žaluda. V březnu 1924 získal spolek subvenci Památníku odboje v Praze, 7. dubna byla vypsána soutěž na zadání prací a stále pokračovaly finanční sbírky. V lednu 1927 se stal zakládajícím členem spolku 34. pěší pluk „Střelce Jana Čapka“, který fondu pomáhal sbírkami a pořádáním vojenských koncertů.
Pomník byl vybudován v roce 1928 – sousoší se slezskou orlicí zhotovil z bohaneckého pískovce sochař Ferdinand Malina z Orlové a architektonickou část stavitel, architekt a bývalý italský legionář Čeněk Volný z Doubravy. Stavební dozor prováděli autoři projektu Stránský, Šlégl a Žalud. Pomník byl slavnostně odhalen 30. září 1928.
Spolek pro poctu padlých za Těšínsko ukončil svou činnost po zaplacení všech svých závazků rozhodnutím likvidační valné hromady 26. května 1938. Správa pomníku byla předána Sokolské župě Těšínské Jana Čapka a Moravskoslezské župě Československé obce legionářské.

## Poničení pomníku
V době polského záboru od října 1938 do srpna 1939 byl pomník Poláky poničen, zejména bylo zničeno sousoší se slezskou orlicí. Zničené sousoší se po skončení druhé světové války již nepodařilo obnovit.

## Rekonstrukce pomníku
Pomník od svého částečného obnovení v roce 1945 nebyl nijak zásadně opravován či rekonstruován. V roce 2013 město Orlová nechalo zpracovat podklady pro zadání projektové dokumentace k rekonstrukci památníku. Z těchto podkladů vyšlo najevo, že samotný pomník je značně zchátralý (např. na stěnách pomníku vlivem vlhkosti opadává omítka) a vyžaduje rozsáhlou rekonstrukci včetně podrobného stavebně-technického průzkumu. Následně v roce 2018 město Orlová vyhlásilo veřejnou zakázku na zpracování projektové dokumentace pro stavbu "Obnova památníku padlým za Těšínsko na hřbitově v Orlové". Tuto zakázku s rozpočtem 200 tis. Kč vyhrála Akad. arch. Krčmářová Eva.
Zpracovaná projektová dokumentace posloužila v roce 2019 jako podklad pro dotační žádost z Ministerstva obrany v rámci programu „Zachování a obnova historických hodnot“. Město Orlová následně dostalo pro svůj projekt  "Obnova památníku padlým za Těšínsko na hřbitově v Orlové“ pro rok 2020 investiční dotaci ve výši 4 398 tis. Kč, což činí 80 % z celkových předpokládaných nákladů ve výši 5 703 tis. Kč.
Město Orlová také počítá s obnovou zničeného sousoší v navazující II. etapě. Na tu chce získat město investiční prostředky také z výše zmíněného dotačního programu v roce 2021. Celkové náklady II. etapy jsou odhadovány na 2 874 tis. Kč. 
Dne 5. října 2020 byla do útrob pomníku vložena pamětní schránka, která nahradila původní schránku z roku 1928, vyzvednutou dělníky krátce po začátku rekonstrukce. Poselství budoucím generacím vložili do nové schránky zástupci města Orlové, Muzea Těšínska, Jednoty Československé obce legionářské Ostrava I, České a slovenské obce dělostřelecké a Matice slezské.
V dubnu 2021 byl pomník zařazen do historické stezky Zapomenutá Orlová. Na místě se nachází také informační cedule.
Dne 26. ledna 2024 se na hřbitově v Orlové konalo slavnostní představení zrekonstruovaného památníku, na němž byla osazena replika sousoší, jejímž autorem je Martin Chmelař.

## Komemorativní akce
Pomník je místem konání vzpomínkových akcí pořádaných každoročně v lednu městem Orlovou a místními spolky u příležitosti výročí československo-polské války o Těšínsko. Jednota Československé obce legionářské Ostrava I a T. J. Sokol Moravská Ostrava I pak nepravidelně v červnu připomínají pietními setkáními také památku Jana Čapka, významné osobnosti jak sokolského, tak legionářského hnutí. Dne 15. června 2019 byla oběma spolky slavnostně rozprášena nad Čapkovým neoznačeným hrobem v centrální části pohřebiště prsť půdy z místa jeho skonu u Fossalta di Piave.

## Galerie

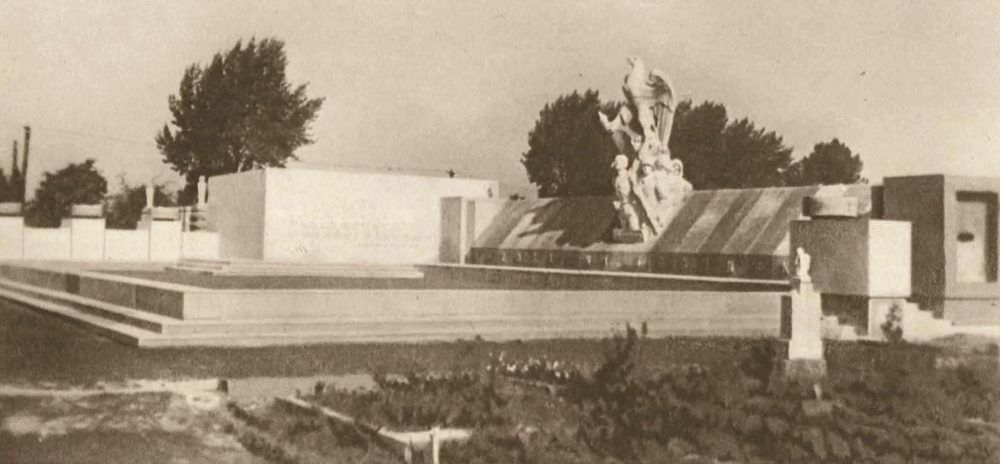
Původní podoba pomníku
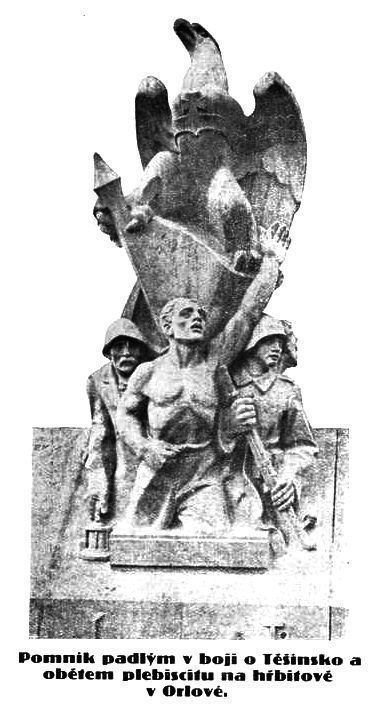
Sousoší zničené v době polského záboru